# Les Trois Mousquetaires (film, 2005)
Pour les articles homonymes, voir Les Trois Mousquetaires (homonymie).
Pour plus de détails, voir Fiche technique et Distribution.
Les Trois Mousquetaires (en letton : Trīs musketieri, en danois : De tre musketerer) est un vidéofilm letton et danois de cape et d’épée en version marionnettes sorti en 2005, ce qui est une première dans le monde vidéo.

## Caractéristiques
- Support : DVD
- Réalisateur : Jānis Cimermanis
- Pays de production :  Lettonie et  Danemark
- Date de sortie : 2005 en version française
- Genre : aventure
- Durée : 70 minutes en version française
- Label : Marionnettes
- Scénariste : adaptation du roman d’Alexandre Dumas en animation de marionnettes

## Synopsis
Les trois mousquetaires, production d’une animation de marionnettes retraçant une épopée historique de cape et d'épée, est une adaptation pour tous les âges où l’on retrouve d'Artagnan, tout frais sorti de sa Gascogne natale, province du sud-ouest de la France, et les trois Mousquetaires, Athos, Porthos et Aramis, qui s’unissent dans des aventures rocambolesques pour déjouer les conspirations de Richelieu menaçant le trône d'Anne d'Autriche...

## Distribution (voix)
- Nastja Arcel : la reine
- Lars Bom : Athos
- Lene Maria Christensen : Mme. Bonacieux
- Peter Gantzler : Aramis
- Lars Hjortshøj : Porthos
- Tommy Kenter : Rochefort
- Nicolaj Kopernikus : D'Artagnan
- Peter Mygind : Buckingham
- Kjeld Nørgaard : le roi
- Jens Okking : M. Bonacieux
- Niels Olsen : Richelieu
- Maria Stokholm : Milady